# Џери Магвајер
Џери Магвајер (енгл. Jerry Maguire) филмска је драма из 1996. године.

## Радња
Џери Магвајер је успешни спортски агент, има славне клијенте, поштовање и прелепу вереницу. Међутим, почиње да се преиспитује, да се пита где је његово стварно место у свету и закључује да би требало да промени свој живот. Те промене не одговарају његовим шефовима и он остаје без посла и свих клијената осим Рода Тидвела. Једина особа која искрено верује у њега јестe Дороти Бојд и ту је да му помогне у скоро немогућој мисији да поврати оно што је имао некада.

## Улоге
| Глумац               | Улога         |
| -------------------- | ------------- |
| Том Круз             | Џери Магвајер |
| Кјуба Гудинг Млађи   | Род Тидвел    |
| Рене Зелвегер        | Дороти Бојд   |
| Кели Престон         | Ејвери Бишоп  |
| Џери О`Конел         | Френк Кушман  |
| Џеј Мор              | Боб Шугар     |
| Бони Хант            | Лорел         |
| Реџина Кинг          | Марси Тидвел  |
| Џонатан Липники      | Реј Бојд      |
| Тод Луисо            | дадиља Чад    |
| Марк Пелингтон       | Бил Дулер     |
| Џереми Суарез        | Тајсон Тидвел |
| Jared Jussim         | Дики Фокс     |
| Бенџамин Кимбал Смит | Кит Кушман    |
| Ингрид Бир           | Ен-Луиз       |
| Глен Фреј            | Денис Вилберн |
| Џеф Фоксворди        | Бил           |
| Бо Бриџиз            | Мет Кушман    |

## Зарада
Филм је у САД-у зарадио 153.952.592 $.
- Зарада у иностранству: 119.600.000 $
- Зарада у свету: 273.552.592 $